# Giulio Baraghini
Giulio Baraghini (* vor 1970) ist ein italienischer Schauspieler, der zwischen 1970 und 1976 in knapp dreißig Filmen größere Nebenrollen innehatte. Oftmals wurde er in Italowestern und Polizeifilmen eingesetzt. Vier Jahre vor seiner ersten Rolle hatte er als Executive Producer den Comedy-Thriller È mezzanotte, butta giù il cadavere betreut.
Nach vielen Jahren Kinoabstinenz spielte er 1994 in einem Erotikfilm wieder eine Nebenrolle. Manchmal wird er unter dem Pseudonym „Lee Banner“ gelistet.

## Filmografie (Auswahl)
- 1970: Spiel dein Spiel und töte, Joe (Un uomo chiamato Apocalisse Joe)
- 1971: Quelle sporche anime dannate
- 1971: Ein Sommer voller Zärtlichkeit (Il sole nella pelle)
- 1971: Spara Joe… e così sia!
- 1971: Weihwasser Joe (Acquasanta Joe)
- 1972: Milano Kaliber 9 (Milano calibro 9)
- 1972: Nur der Colt war sein Gott (La colt era il suo Dio)
- 1975: Ah sì? E io lo dico a Zzzzorro!
- 1975: Auge um Auge (La città sconvolta: caccia spietata ai rapitori)
- 1976: Bewaffnet und gefährlich (Liberi armati pericolosi)